# 索爾茲伯里座堂
索爾茲伯里大教堂（英語：Salisbury Cathedral），正式名稱是榮福童貞女馬利亞座堂（英語：Cathedral Church of the Blessed Virgin Mary），是英國的一座教堂，位於英格蘭索爾茲伯里。這座教堂是英國早期建築的代表作品，教堂的主體建築修建於1220年至1258年期間，只花了38年的時間。教堂的尖頂是英國最高的教堂尖頂，達123（404英尺）。教堂還擁有英國最大的迴廊和世界最古老的仍在工作的鐘錶。

## 外部連結
- 官方网站 （页面存档备份，存于）
- Salisbury Cathedral Stained Glass website （页面存档备份，存于）
- Adrian Fletcher's Paradoxplace – Salisbury Cathedral and Magna Carta Page
- Sarum Use at OrthodoxWiki.
- A history of the choir
- Flickr images （页面存档备份，存于）
- Salisbury official tourism website （页面存档备份，存于）